# Mehane
Mehane (cyr. Механе) – wieś w Serbii, w okręgu toplickim, w gminie Kuršumlija. W 2011 roku liczyła 34 mieszkańców.